# العامرية (بنقردان)
العامرية هي قرية وعمادة تونسية تابعة لمعتمدية بنقردان، تبعد قرابة 5 كلم على وسط مدينة بنقردان وتبلغ مساحتها 1600 كلم مربع، بلغ عدد سكانها 9,970 نسمة حسب آخر إحصائيات سنة 2014

### مواضيع ذات علاقة
- معتمدية بنقردان.
- ولاية مدنين.